# Yn (digramme)
Cette page contient des caractères spéciaux ou non latins. S’ils s’affichent mal (▯, ?, etc.), consultez la page d’aide Unicode.
Pour les articles homonymes, voir YN.
Yn (minuscule yn) est un digramme de l'alphabet latin composé d'un Y et d'un N. 

## Linguistique
- En agni le digramme « yn » représente généralement la consonne [ɲ].
- En français, il représente le son [ɛ̃]. Devant m b ou p, c'est le digramme « ym » qui représente cette voyelle.

## Représentation informatique
À la différence d'autres digrammes, il n'existe aucun encodage du « yn » sous la forme d'un seul signe. Il est toujours réalisé en accolant les lettres Y et N.